# Octavio Da Silveira
Octavio Da Silveira, né le 4 août 1989 à Maisons-Laffitte, dans les Yvelines, est un joueur français de basket-ball. Il évolue depuis juillet 2017 à l'ES Prissé-Mâcon, club de Nationale 2.

## Biographie
Il est médaillé d'argent avec l'équipe de La Réunion aux Jeux des îles de l'océan Indien 2023 à Madagascar.